# Hemistola nayas
Hemistola nayas är en fjärilsart som beskrevs av Geoffroy 1785. Hemistola nayas ingår i släktet Hemistola och familjen mätare. Inga underarter finns listade i Catalogue of Life.